# Jindřichov, Bruntál
Jindřichov là một làng thuộc huyện Bruntál, vùng Moravskoslezský, Cộng hòa Séc.